# Кайтуков, Темболат Темурович
Темболат Темурович Кайтуков (20 мая 1933 года, Дигорский район — 13 августа 1997 года) — бригадир проходчиков Садонского рудника Министерства цветной металлургии СССР, Алагирский район Северо-Осетинской АССР. Герой Социалистического Труда (1966). Депутат Верховного Совета СССР 6-го созыва.

## Биография
Родился 20 мая 1933 года в крестьянской семье в одном из населённых пунктов современного Дигорского района. После окончания средней школы служил в Советской Армии (1952—1955). С 1956 года — забойщик по выработке полиметаллических руд, бригадир проходчиков на Садонском руднике (позднее — Садонский свинцово-цинковый комбинат (ССЦК)). В 1960 году вступил в КПСС.
На этом же предприятии трудился Кантемир Угалукович Хадарцев, удостоенный звания Героя Социалистического Труда в мае 1960 года.
Избирался депутатом Верховного Совета СССР VI созыва.
Бригада Темболата Кайтукова неоднократно занимала передовые места в социалистическом соревновании среди горняков Садонского рудоуправления. Указом Президиума Верховного Совета СССР от 20 мая 1966 года «за выдающиеся успехи, достигнутые в развитии цветной металлургии» удостоен звания Героя Социалистического Труда с вручением ордена Ленина и золотой медали «Серп и Молот».
Потом трудился на руководящих должностях в Алагирском райисполкоме.
Скончался 13 августа 1997 года.
Награды
- Герой Социалистического Труда
- Орден Ленина
- Медаль «За трудовую доблесть» (09.06.1961)